# Fuyang
Fuyang (chiń. 阜阳; pinyin Fǔyáng) – miasto o statusie prefektury miejskiej we wschodnich Chinach, w prowincji Anhui. W 2010 roku liczba mieszkańców miasta wynosiła 174 281. Prefektura miejska w 1999 roku liczyła 8 705 673 mieszkańców.

## Podział administracyjny
Prefektura miejska Fuyang podzielona jest na:
- 3 dzielnice: Yingzhou, Yingdong, Yingquan,
- miasto: Jieshou,
- 4 powiaty: Linquan, Taihe, Funan, Yingshang.